# Bermudisk dollar
Bermudisk dollar (BD$ - Bermuda dollar) är den valuta som används i Bermuda i Nordamerika. Valutakoden är BMD. 1 Dollar = 100 cents.
Valutan infördes under år 1970 och ersatte det bermudiska pundet.
Valutan har en fast växelkurs till kursen 1 US dollar (USD $), dvs 1 BMD = 1 USD.

## Användning
Valutan ges ut av Bermuda Monetary Authority - BMA som grundades 1969 och har huvudkontoret i Hamilton.

## Valörer
- mynt: 1 dollar samt 1, 5, 10, 25 och 50 cents
- sedlar: 2, 5, 10, 20, 50 och 100 BMD